# Куріпан (район)
Куріпа́н (індонез. Kuripan) — один з 10 районів округу Західний Ломбок провінції Західна Південно-Східна Нуса у складі Індонезії. Розташований у центральній частині. Адміністративний центр — селище Куріпан.
Населення — 34804 особи (2012; 34020 в 2010).

## Адміністративний поділ
До складу району входять 3 селища та 1 село:
| Населений пункт         | Населення, осіб (2010) |
| ----------------------- | ---------------------- |
| Джагарага, селище       | 8581                   |
| Куріпан, селище         | 10166                  |
| Куріпан-Селатан, селище | 7445                   |
| Куріпан-Утара, село     | 7828                   |